# Juan Paredes Manot
 (mars 2023).
Si vous disposez d'ouvrages ou d'articles de référence ou si vous connaissez des sites web de qualité traitant du thème abordé ici, merci de compléter l'article en donnant les références utiles à sa vérifiabilité et en les liant à la section « Notes et références ».
Pour les articles homonymes, voir Paredes.
Juan Paredes Manot, alias Txiki (20 février 1954 - 27 septembre 1975) est un militant d'Euskadi ta Askatasuna politico-militaire (ETA pm) pendant la dictature de Franco en Espagne.
Avec son compagnon de militantisme Angel Otaegi Etxeberria et les militants du FRAP, José Luis Sánchez Bravo, Ramón García Sanz et Humberto Baena, il a été condamné à mort et exécuté le 27 septembre 1975, fusillé. Dernières exécutions du régime franquiste, peu avant le décès du dictateur, ces exécutions ont soulevé à l'intérieur une vague de protestations contre le gouvernement espagnol et hors du pays, tant au niveau officiel que populaire.
Txiki apparaît dans différents documents avec le nom de famille « Manotas » qui est celui de sa mère et souvent on appelle « Jon » (Jean en basque). Dans les cercles proches, ainsi que son frère Mikel, on l'appelle ainsi dans différentes publications et entrevues.

## Biographie
Juan Paredes est né dans la ville d'Estrémadure de Zalamea de la Serena, province de Badajoz (Espagne) le 20 février 1954. Il était le second d'une fratrie de quatre frères. La famille a émigré à Zarautz (Guipuscoa - Pays basque) en 1964 (quelques sources indiquent 1963). Auparavant ses grands parents l'avaient fait, peu après la fin de la guerre civile, et le frère ainé, Mikel. Juan avait 10 ans quand il arrive à Zarautz avec ses parents.
Il a étudié jusqu'à 14 ans dans l'école publique de Zarautz et a commencé à travailler dans une usine locale de matières plastiques. Influencé par Joseba Zubiaurre, il a intégré une Société de Montagne Inda-Mendi de Zumaia et a commencé à effectuer des sorties fréquentes à la montagne.
Il entre à EGI-Batasuna en 1972 et passe ultérieurement à ETA, (on pense qu'en 1973 il était compromis avec cette organisation). Durant l'année 1970 il commence à écouter, avec d'autres amis de son groupe, les charlas (dissertations publiques) de formation politique (histoire du nationalisme basque, les guerres carlistes…). Quand EGI-Batasuna et ETA fusionnent, Paredes Manot passe au Front Ouvrier d'ETA. Il passe au front militaire en 1973 comme membre d'un commando légal (non détecté par la police) de l'organisation et en développant la tâche politique dans la zone de la côte du Guipuscoa.
Le 12 janvier 1974 Txiki s'enfuit de Zarautz, passant dans la clandestinité. Il faisait partie d'un commando légal d'appui pour un attentat contre un membre de la famille royale (un beau-frère du futur roi Juan Carlos). Après avoir été surpris dans une voiture par la garde civile et une confrontation postérieure avec celle-ci, il s'enfuit et est recherché pour vol de voitures. Après des mois caché dans différents lieux du Guipuscoa il passe au Pays basque français (Iparralde en basque) le 19 ou 20 août de cette même année. Après être resté une semaine en Iparralde il traverse la frontière par la Navarre, pour se retrouver de nouveau en Espagne.

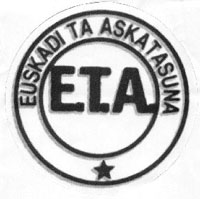
Anagramme de ETA.

Txiki est intégré à ETA politico-militaire après qu'en novembre 1974 se constitue ETA militaire. Il forme un duo avec Bizar Bujanda, et n'est pas encore identifié par la police qui appelle cette paire "Tip et Coll" par ses caractéristiques physiques (Bujanda était grand tandis tandis que Paredes était petit). Avec Bujanda ils développent plusieurs tâches dans le secteur du Gohierri guipuscoan et à Pampelune. Durant cette période Jon reçoit des cours d'euskara de son compagnon de groupe.
En janvier 1975 Txiki est intégré dans les commandos spéciaux où il rencontre Apala avec lequel il forme un groupe et effectue plusieurs actions.
Le 1er avril 1975 les quotidiens publient un article sur l'attentat mortel contre le sous-inspecteur de police José Díaz Linares à Saint-Sébastien et qui met en cause Txiki, article qui l'accusera quelques jours plus tard, d'être l'auteur matériel des faits, même si cette information contredit les premières publications.
En mai il passe en Catalogne avec Iñaki Pérez Beotegi, alias Willson et le 30 juillet, ils sont arrêtés tous les deux sur la place de Llucmajor. La presse a publié l'information sur l'arrestation de deux délinquants communs, Lele et Pirómano. La législation en vigueur à ce moment (on n'avait pas promulgué encore les décrets d'antiterrorisme), empêchait la détention dans les commissariats au-delà de 72 heures. Paredes Manot reste cinq jours au Commissariat Central de Barcelone, avec des actes de torture lors des interrogatoires. Au cinquième jour il est transféré à la prison modèle de la capitale catalane. Le 21 août ses avocats, Marc Palmés et Magda Oranich, obtiennent une entrevue avec lui après avoir levé le décret d'isolement avec eux. Dans la prison, Txiki est déclaré en grève de faim en protestation par les phrases aux membres d'ETA Garmendia et Otaegui.
Le 22 août on communique à Txiki l'acte de traitement (Cause 141/4/75) dans lequel il est inculpé pour diverses actions en union d'autres personnes. Le 15 septembre l'autorité militaire ventile la Cause 141/4/75 en ouvrant une nouvelle, 100/4/75, dans lequel est uniquement inculpé Juan Paredes Manot, réclamant la peine de mort en jugement groupé. Les avocats disposent seulement de quatre heures pour étudier le chef d'accusation et présenter le document de conclusions provisoires.
Le 19 septembre a lieu le Conseil de guerre à l'encontre de Txiki, dans lequel il est rendu coupable de la mort du caporal chef de la Police Armée Ovidio Díaz López, lors d'un braquage dans la succursale de la Banque de Santander de la rue Caspe de Barcelone le 6 juin. Txiki a nié son implication dans ce braquage, alléguant qu'il se trouvait à Perpignan lors des faits. La sentence a condamné à mort Juan Paredes. Il sera exécuté près du cimetière barcelonais de Cerdanyola del Vallès à 8 h 30 le 27 septembre 1975.

## Le jugement
Juan Paredes a été jugé dans un Conseil de guerre sommaire le 19 septembre que réalisa le gouvernement militaire de Barcelone. Le tribunal est nommé par l'autorité militaire en désignant l'instructeur et les membres du Conseil et on limite le droit d'assistance  d'un avocat et en utilisant les déclarations sans présence d'avocat.
La défense est attribuée aux avocats Mar Palmés et Magda Oranich, connus pour être anti-franquistes, auxquels on donne quatre heures pour préparer la défense.
Txiki avait plusieurs procès ouverts, dont celui de l'attentat dans lequel on a assassiné le sous-inspecteur de la police armée José Díaz Linares à Saint-Sébastien (Guipuscoa) le 29 mars 1975. Le jugement de Barcelone a été par le braquage de la succursale de la banque de Santander de la rue Caspe le 8 juin 1975. Ce braquage était lié à la préparation de l'évasion de Ségovie qui s'est déroulé en 1976. Dans ce braquage, avec fusillade, est mort un policier, dont la mort a été attribuée à Txiki.
Le 22 août on lui a communiqué le traitement pour l'acte 141/475 dans lequel ils étaient plusieurs impliqués, le 15 septembre se produit le détail du résumé en ouvrant un nouvel acte, le 100/4/75, dans lequel il est seulement imputé à Txiki. Le résumé se transforme en sommaire. Ce même jour se produisait la même chose à Madrid, convertissant les résumés des membres du FRAP qui seront exécutés le 27 septembre, aussi dans les sommaires.
Les avocats, après avoir lu le résumé, présentent, le 15, deux documents à l'autorité compétente en demandant la nullité, dans un cas, des activités procédurières et de l'incompétence de juridiction dans l'autre. La première demande était fondée sur le fait que dans le résumé n'étaient pas reflétées les déclarations complètes de l'accusé, et d'autre part, Txiki a prêté une déclaration devant le juge instructeur sous serment de dire la vérité (c'est-à-dire, en déclarant comme témoin) et le Conseil Suprême de la Justice Militaire lui-même affirmait que "il est cause de nullité de recevoir avec serment une déclaration de l'accusé". L'incompétence de juridiction était fondée sur la considération que la juridiction militaire est exclusivement pour l'Armée et l'accusé était un civil. L'armée n'est pas compétente, selon les avocats, du maintien de l'ordre interne de la nation, qui correspond à l'Autorité Civile et par conséquent les tribunaux ordinaires.
Tous les recours sont rejetés, y compris le même jour du jugement on rejette un recours dans lequel on demande la suspension de ce dernier pour une série de défauts qui rendaient nulles. Ces défauts faisaient référence à la participation d'autres personnes jugées dans les faits et la convenance qu'elles témoignent dans le jugement. Le mépris des demandes de la défense a créé chez les avocats "una sensación real de indeflesión práctica".
Une des stratégies suivies par la défense était celle de retarder le jugement le plus longtemps possible avec l'espoir que la mort du dictateur (elle se produira deux mois plus tard, le 20 novembre 1975) précipite une série de changements politiques qui rendraient non viable une exécution d'une peine importante. On a même essayé d’allonger le Conseil de guerre jusqu'au 19 pour que la session finisse après le Conseil des Ministres, gagnant une semaine supplémentaire dans l'espoir qu'il puisse y avoir un changement.
La ligne de la défense s'est fondée sur les déclarations de Jon qui ce jour-là, se trouvait à Perpignan (France). La défense a demandé une expertise pour déterminer si les balles qui ont tué le policier appartenaient ou non aux armes de Txiki, expertise qui a été refusée.
Le Conseil de Guerre a duré quelques jours et l'exécution a eu lieu une semaine après. Les avocats estiment que la condamnation était décidée à l'avance et que c'était une décision politique. Le propre Paredes Manot lui-même a vu clairement qu'on prétendait le tuer et l'a dit aux avocats. Dans une entrevue dans la revue Punto y Hora de Euskal Herria Magda Oranich manifeste :
...estábamos tan convencidos de que a los otros no los condenarían a muerte; y aunque los hubieran condenado, estábamos seguros de que la pena no se habría aplicado. En cambio, con lo de Txiki, todos sabíamos que lo mataban. Lo sabíamos desde el primer momento. Y él también lo sabía desde que lo detuvieron. Desde el primer momento que lo vimos nos lo dijo. Tan claro lo veíamos que fuimos a ganar tiempo, a ver si lo que pasó el 20 de noviembre (en referencia al fallecimiento en la cama de Franco) pasaba antes. La única posibilidad de salvación era que hubiera un follón impresionante o que primero se cargasen una primera tanda, que era del FRAP, y que Txiki fuera en la segunda, que quizá no se haría, como sucedió.
Le jugement a commencé au 9 h 00 avec la lecture, par le juge d'instruction, de la déclaration de l'inculpation et d'une série de feuillets à la demande du Procureur et de la défense. À 11 h 30 commence la déclaration de Paredes Manot lequel se déclare membre de l'organisation ETA mais rejette l'intervention dans le braquage de la banque de Santander. L'accusé rapporte le passage par le commissariat et les détails des interrogatoires et des déclarations.
Les témoins commencent à entrer dans la salle à 12 h 30, le directeur de la succursale bancaire, Alberto Sánchez, affirme qu'il ne reconnaît aucun des malfaiteurs et l'employé de caisse, José Luis Fernández, reconnaît Txiki comme un des assaillants, bien qu'aux questions de la défense il donne une description qui ne coïncide pas avec celle de l'accusé et contredit la déclaration qu'il avait faite à la police. Le gardien Ricardo García témoigne en disant que « avec quasi-certitude » il est capable de reconnaître l'accusé bien qu'il se contredise avec sa déclaration précédente où il assurait que le malfaiteur qu'il a pu voir faisait 1,65 m ou 1,70 m et qu'il était blond. En outre, il assure avoir pris part à une reconnaissance dans le commissariat, reconnaissance qui n'est pas indiquée dans les comptes-rendus. Les défenseurs soulignent les caractéristiques physiques de Paredes Manot, très petit et aux cheveux noirs. L'inspecteur de police Esteban Rodriguez, dit qu'il a vu l'accusé sauter par une fenêtre de la succursale et reconnaît celui-ci, mais il n'a effectué aucune description dans sa déclaration dans le commissariat. Un autre témoin affirme qu'il a inimitié avec l'accusé, étant policier et l'accusé membre d'ETA. Le procureur appelle deux témoins, policiers armés, qui affirment avoir été dans les lieux des faits mais qui ne figurent pas dans le rapport de l'enquête menée par la police. Ces témoins seront qualifiés par la défense comme "témoins fantôme". Il s'agissait de Manuel Carboell et Jesús Vázquez qui ont déclaré que Txiki a tué Ovidio Díaz. Après la déclaration des témoins à 15 h 00 on suspend la séance pour trois heures.

### Sources et bibliographie
- (es) Cet article est partiellement ou en totalité issu de l’article de Wikipédia en espagnol intitulé « Juan Paredes (Txiki) » (voir la liste des auteurs).
- Jean Chalvidant, ETA : L'enquête, éd. Cheminements, coll. « Part de Vérité », octobre 2003, 426 p. (ISBN 978-2-84478-229-8)
- (es) José María Benegas, Diccionario de Terrorismo, Madrid, Espasa Calpe, coll. « Diccionario Espasa », novembre 2004, 920 p. (ISBN 978-84-670-1609-3)
- Jacques Massey, ETA : Histoire secrète d'une guerre de cent ans, Paris, Flammarion, coll. « EnQuête », février 2010, 386 p. (ISBN 978-2-08-120845-2)